# أندريس ديل فالي
أندريس ديل فالي (بالإسبانية: Andrés del Valle)‏ (و. 1833 – 1888 م) هو سياسي من السلفادور .